# Markov samostan
Markov samostan (makedonsko in srbsko  Марков Манастир, Markov manastir) je pravoslavni samostan v vasi Markova Sušica v severni Makedoniji, oddaljen 18 kilometrov iz središča Skopja. Zgradil ga je  srbski kralj Marko Mrnjavčević, bolj znan kot Kraljevič Marko. Samostan je naseljen, odkar je bil ustanovljen.

## Opis
Samostan sestavljajo enoladijska cerkev, posvečena svetemu Dimitriju, bivalni prostori, zvonik, vodnjak, skladišča, pekarna, mlin in žganjarna.
Cerkev ima narteks, osrednjo kupolo in manjšo kupolo na zahodni strani. Zgrajena je iz opeke in kamna. Ikonostas je izdelan iz kamnitih stebrov.
Freske v cerkvi je naslikalo več lokalnih slikarjev. Na freskah so upodobljeni Sveta mati Božja, Dvanajst velikih praznikov, Jezus Kristus, sveti Nikolaj in drugo.

## Zgodovina
Cerkev svetega Dimitrija je začel graditi kralj Vukašin Mrnjavčević leta 1346. Gradnja, vključno z notranjimi poslikavami, je bila končana 30 let kasneje. Pred osmansko okupacijo je bila v samostanu šola, veliko menihov in duhovnikov pa je prepisovalo rokopise.
Leta 1392 je prišlo Skopje pod osmansko oblast, kar je imelo za posledico rušenje veliko cerkva in samostanov. Markov samostan v tem času ni utrpel skoraj nobene škode. V osmanskem obdobju je bilo leta 1467/1468 v samostanu  20 menihov. V letih 1801-1818 je bil iguman (prior) amostana Kiril Pejčinović.
Leta 1830 je osmanski aristokrat Hamzi Paša k cerkvi prizidal narteks.